# Электрофорез белков в полиакриламидном геле

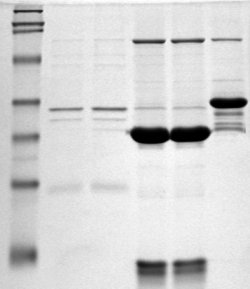
Фотография полиакриламидного геля, иллюстрирующая разделение белков по молекулярной массе. Маркеры на левой дорожке

Электрофорез белков в полиакриламидном геле — метод разделения смесей белков в полиакриламидном геле в соответствии с их электрофоретической подвижностью (функцией длины полипептидной цепочки или молекулярной массы, а также укладки белковой молекулы, посттрансляционных модификаций и других факторов). Данный способ фракционирования белков и пептидов широко применяют в современной молекулярной биологии, биохимии, генетике.
Разработано большое количество модификаций электрофореза белков в полиакриламидном геле для решения разных задач и для различных белков и пептидов. Наиболее распространённой разновидностью является электрофорез белков в полиакриламидном геле в присутствии додецилсульфата натрия по Лэммли (англ. SDS PAGE).

## Механизм разделения
Электрофоретическая подвижность биополимеров в геле зависит от ряда параметров. Скорость миграции пропорциональна заряду молекулы, и в свободной жидкости молекулы с одинаковым удельным зарядом мигрируют с равной скоростью. В случае разделения в среде, имеющей жесткую пространственную матрицу, происходит сегрегация за счет трения о гель. Сила трения зависит от пространственной конфигурации молекулы, в том числе от её размера. Таким образом, в случае электрофоретического разделения нативных белков будет наблюдаться сложная картина их распределения в зависимости от вышеприведенных факторов.

## SDS-PAGE по Лэммли
В 1970 году Лэммли (англ.) для изучения процесса сборки капсида бактериофага Т4 предложил метод электрофоретического разделения белков в полиакриламидном геле в зависимости от молекулярной массы. Для этого перед нанесением на гель образцы кипятили в присутствии додецилсульфата натрия (SDS) и 2-меркаптоэтанола. Под воздействием 2-меркаптоэтанола происходит восстановление дисульфидных связей, что предотвращает выпетливание денатурированных полипептидов и повышение их подвижности. SDS является сильным детергентом, его молекула состоит из двенадцатичленной алифатической неразветвленной цепи и ковалентно связанного с ним сульфата, имеющего в растворе отрицательный заряд.
При использовании описываемого метода исходят из следующих допущений:
- белки после обработки SDS находятся в полностью денатурированном состоянии;
- количество молекул SDS, связанных с полипептидом, пропорционально его длине, и, следовательно, молекулярной массе;
- собственный заряд полипептида несущественен в сравнении с зарядом связанного с ним SDS.

В данных условиях, все полипептиды имеют одинаковый удельный заряд и разделяются обратно пропорционально логарифму их молекулярной массы. Практика подтверждает верность данных предположений в подавляющем большинстве случаев.
Для проведения денатурирующего электрофореза в ПААГ используются различные буферные системы. Наиболее распространённая система, которая подразумевается по умолчанию — это буферная система Лэммли. Кроме того, в подавляющем числе работ используют, так называемый, disc-электрофорез (от англ. discontinuous — разрывный) то есть используют гель, состоящий из двух частей. Концентрирующий гель имеет pH 6,8 и концентрацию полиакриламида от 2 до 8 %. Разделяющий гель имеет рН в районе 8,5-9 и концентрацию полиакриламида от 5 до 20 %. Выбор плотности геля зависит от молекулярных масс исследуемых белков. Все буферы не содержат неорганических солей, основным переносчиком тока в них является глицин. При рН 6,8 суммарный заряд молекулы глицина близок к нулю. Вследствие этого для переноса определенного заряда (который определяется силой тока в электрофоретической ячейке), отрицательно заряженные комплексы полипептидов с SDS должны двигаться с большой скоростью. При рН 8,8 глицин приобретает отрицательный заряд, вследствие чего на границе концентрирующего и разделяющего гелей белки резко тормозятся (в переносе одинакового заряда через единицу площади теперь участвует гораздо больше заряженных молекул, следовательно, они двигаются с меньшей скоростью). Результатом этого является концентрирование белков на границе гелей, что очень сильно повышает разрешающую способность метода.
В разделяющем геле белки мигрируют в зависимости от длины полипептидной цепи, то есть обратно пропорционально молекулярной массе.

## Визуализация продуктов разделения
Для визуализации результатов электрофореза чаще всего используют окрашивание белков в гелях красителем Кумасси или серебром. Для проведения вестерн-блоттинга белки переносят из геля на нитроцеллюлозную мембрану.

## Интерпретация результатов
В большинстве случаев результаты электрофоретического разделения достаточно получить путём визуальной оценки геля. Однако с целью получения достоверных данных и надлежащего документирования результатов гель сканируют на просвет при помощи высокочувствительного денситометра. По сути, денситометр является сканером, который относится к контрольно-измерительным приборам и подлежит поверке с целью определения и подтверждения соответствия характеристик средства измерения установленным требованиям. Подобные требования к денситометру позволяют надежно определять не только положение белков в геле, но и оптическую плотность белкового пятна. Оцифрованное изображение геля обрабатывают при помощи специализированного программного обеспечения, которое позволяет достоверно определить такие параметры как электрофоретическая подвижность белка, его чистота, количество белка в пятне и др.

#### Определение молекулярной массы белков
Определение молекулярной массы исследуемого белка предполагает необходимость калибровки геля по молекулярным массам. Калибруют гель относительно молекулярных масс белков-маркеров, которые разделяют параллельно с исследуемым образцом. Смеси маркерных белков доступны в различном интервале масс. Калибрование предполагает построения зависимости относительной электрофоретической подвижности (Rf) каждого из маркерных белков от десятичного логарифма их молекулярной массы. Обычно зависимость имеет вид сигмообразной кривой. Расчет молекулярной массы исследуемого белка осуществляют относительно его Rf, используя при этом метод регрессионного анализа. Достоверными результаты считаются в случае, если длина пробега белков-маркеров составляет не менее 80 % длины разделяющего геля, а зависимость их Rf от логарифма молекулярной массы является линейной (R2> 0,95). То есть для расчетов используют лишь тот участок калибровочной кривой, который покрывает электрофоретическую подвижность исследуемого белка.
Чувствительность метода SDS-PAGE по Лэммли обратно пропорциональна молекулярной массе белка. Например, в интервале 10-20 кДа удается разделить белки, отличающиеся всего на 0,1 кДа (разница всего в один аминокислотный остаток). Однако для получения удовлетворительных результатов следует выполнить несколько простых методических рекомендаций. Так, в связи с тем, что высокая электропроводность исследуемых образцов способна значительно исказить электрофоретическую подвижность белка, их ионная сила должна быть по возможности минимальной и приблизительно равной. Еще одним важным условием надежности определения молекулярной массы является оптимальная нагрузка белка на гель. При окраске Coomassie Blue R250 оптимальное содержание белка в пятне должно находиться в пределах 0,1-1 мкг и как минимум на порядок меньше при окраске серебром. В противном случае белки в геле сформируют широкие пятна, что затруднит определение их электрофоретической подвижности. Несмотря на высокую чувствительность и несложность метода молекулярная масса белков, определенная с использованием SDS-PAGE, часто отличается от истинного значения. Разница может составлять от нескольких кДа для низкомолекулярных белков до десятков кДа для высокомолекулярных белков.

#### Количественное определение белков
Метод SDS-PAGE незаменим в случае необходимости количественного определения индивидуального белка в сложном не только по белковому составу образце. Примером такого образца могут быть грубые экстракты или лизаты клеток. При этом метод пригоден для исследования как нативных белков, так и белков, изменивших свою структуру. Такими белками могут быть полимеры, агрегаты или полностью денатурированные молекулы. Относительная нетребовательность метода к составу образца и структурному состоянию в нем белков выгодно отличают SDS-PAGE от других методов количественного определения, например, высокоэффективной жидкостной хроматографии или иммуноферментного анализа.
Количественное определение белка с помощью SDS-PAGE предполагает необходимость калибровки геля относительно зависимости интенсивности окраски белкового пятна в геле от количества белка в этом пятне. Для этого в геле параллельно с исследуемыми образцами разделяют несколько образцов сравнения с точно известным разным количеством эталонного белка. После визуализации белков в геле с помощью денситометра проводят измерение плотности каждого белкового пятна образцов сравнения. Определяют зависимость этой плотности от количества белка. Калиброванный гель используют для расчета количества исследуемого белка относительно плотности его пятна, используя при этом метод регрессионного анализа. Достоверными результаты считаются в случае, если зависимость плотности белковых пятен для эталонного белка от количества белка в пятне является линейной (R2> 0,95). То есть для расчетов используют лишь тот участок калибровочной кривой, который покрывает плотность пятна исследуемого белка. При этом подбор оптимальной концентрации белка в исследуемом образце осуществляют эмпирически.
При количественном определении белков с помощью SDS-PAGE следует учитывать одну существенную особенность этого метода. Так, в связи с тем, что эффективность окраски белка в геле зависит от его природы, например, аминокислотного состава, молекулярной массы, наличия простетических групп, эталонный белок, используемый для калибровки геле, и исследуемый белок должны быть идентичными. В случае отступления от этого правила разница между истинным и полученным количеством может отличаться в несколько раз.

#### Определение белковых примесей
Метод SDS-PAGE по Лэммли позволяет количественно определить содержание только тех примесей, которые отличаются своей молекулярной массой от молекулярной массы исследуемого белка. Для этого в одном геле разделяют исследуемый образец параллельно с одним или несколькими образцами сравнения, количество эталонного белка в которых сравнимо с ожидаемым количеством примесей в растворе исследуемого белка. Например, если концентрация белка в исследуемом образце составляет 1 мг/мл, а ожидаемое количество примесей в нем находиться в пределах 1 %, то в качестве образца сравнения используют минимум один раствор эталонного белка с концентрацией 10 мкг/мл. После визуализации белков в геле с помощью денситометра проводят измерение плотности каждого белкового пятна для исследуемого образца и образца сравнения.
Метод SDS-PAGE пригоден для определения димеров и полимеров белка, накапливающихся за счет спонтанного замыкания межмолекулярных дисульфидных связей, например, во время ненадлежащего хранения препарата. Для этого исследуемый белок и белок сравнения разделяют в геле в восстанавливающих и невосстанавливающих условиях. Примеси являются димерами и полимерами в том случае, если они выявляются в восстанавливающих и не выявляются в невосстанавливающих условиях. При этом их молекулярная масса должна быть кратна молекулярной массе испытуемого белка. Таким образом, оценка чистоты белкового препарата методом SDS-PAGE в восстанавливающих условиях позволяет определить только негомологичные белковые примеси.
Результаты определения чистоты образца могут быть как полуколичественными, так и количественными. В том случае, если сравнение плотности пятен примесных белков проводят относительно одного пятна эталонного белка, полученный результат является полуколичественным. Его формулировка может звучать, например, следующим образом: «Содержание белковых примесей в исследуемом растворе не превышает 1 %». Количественное определение белковых примесей проводят согласно рекомендациям к количественному определения белков методом SDS-PAGE.
В дополнение к описанным подходам в некоторых лабораториях практикуется способ определения гомогенности препарата без использования образцов сравнения. В таком случае чистота исследуемого белка определяется по плотности пятна в геле, которое оценивается в процентах от суммы плотностей всех выявленных белковых пятен. Такой подход не отражает истинное количество примесей, однако может служить качественной оценкой чистоты препарата. Метод нельзя отнести к количественным в связи с тем, что число и плотность выявленных белковых пятен прямо пропорционально количеству общего белка в испытуемом образце и чувствительности метода определения белков в геле. К том же, зависимость плотности белкового пятна от количества в нем белка в диапазоне, превышающем один порядок, часто не линейна.

## Буферные системы
Для электрофореза белков в полиакриламидном геле в качестве буферных растворов используют: Трис-HCl, Трис-трицин, TBE, TBE с мочевиной, Bis-Tris.